# Museum Catharijneconvent

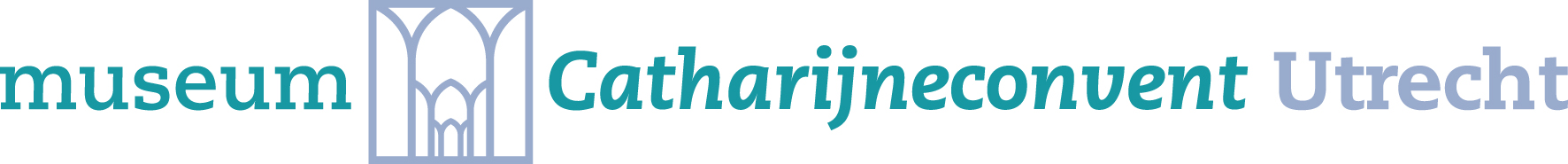

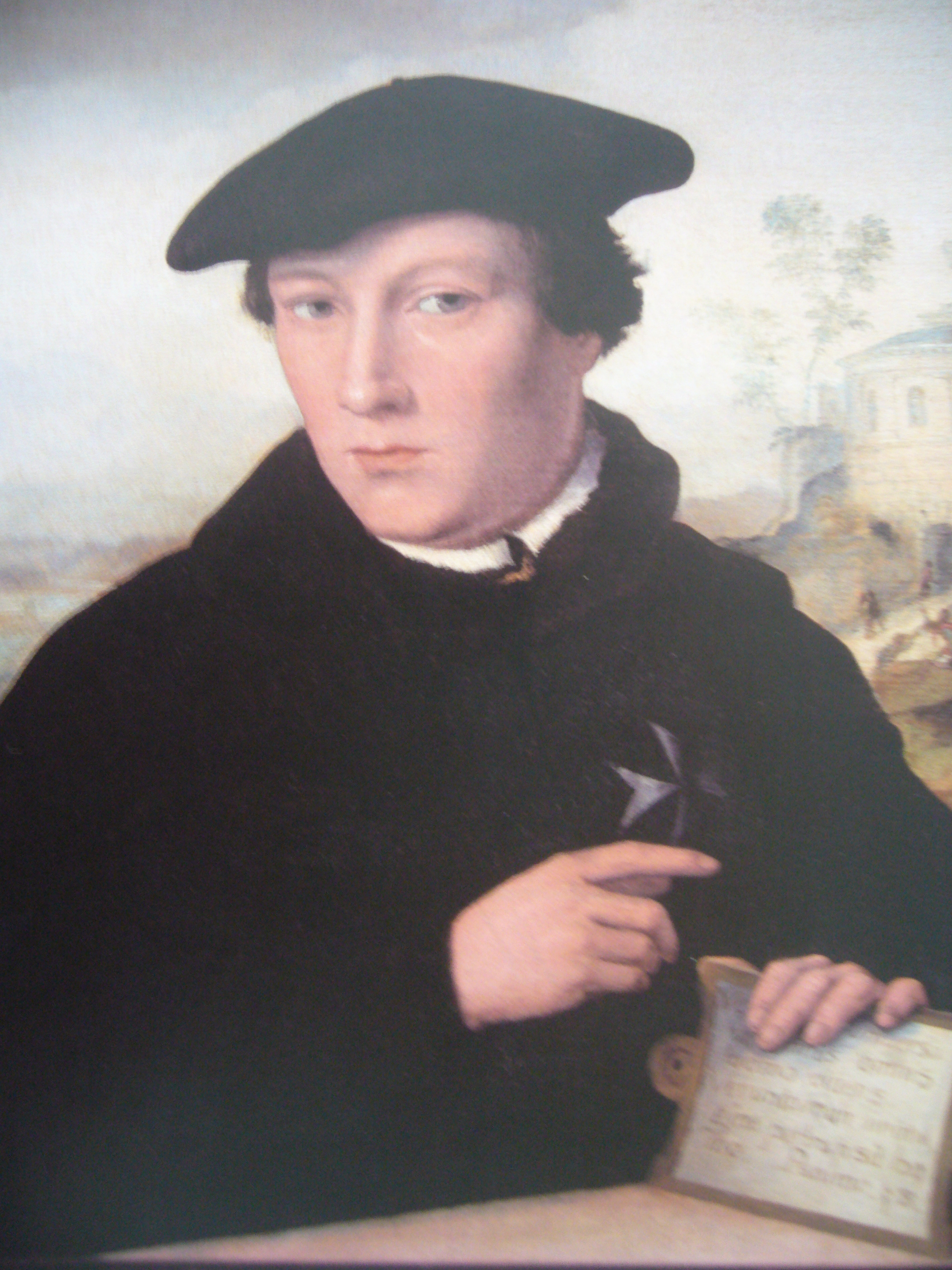
Hendrick Barck, med Johanniterkors, tillskriven Jan van Scorel (omkring 1561-1565).

Museum Catharijneconvent är ett nationellt museum för religiös konst i Utrecht i Nederländerna, vilket sedan 1979 ligger i det tidigare Catharineklostret.
Museet, fick priset European Museum of the Year Award 1980. Vid en större renovering 2000 gjordes en utbyggnad, ritad av Hubert-Jan Henket, och ingången flyttades till klostrets innergård.

## Samlingar
Museum Catharijneconvents samlingar ingår den tidigare samlingen av religiös konst som funnits i Catharineklostret sedan 1979 och ägs av det romersk-katolska ärkestiftet i Utrecht. Dess samlingar inbegriper rikt illustrerade manuskript, bundna band som dekorerats med ädla stenar, målningar, altarstycken, klädesplagg och kyrkliga föremål av guld och silver. Av dyrbara objekt märks elbenbenshantverk från Lebuinuskelk från tidig medeltid.
Nederländsk konst från 1500- och 1600-talet representeras av bland andra verk av Jan van Scorel, Rembrandt, Frans Hals och Pieter Saenredam, och senare nederländsk konst av Jan Toorop, Shinkichi Tajiri, Frans Franciscus och Marc Mulders.